# Желтоглазый чёрный трупиал
Желтоглазый чёрный трупиал (лат. Agelasticus xantophthalmus) — вид птиц рода Agelasticus семейства трупиаловых. Подвидов не выделяют.

## Внешний вид
Длинна тела в среднем составляет 21 см. И самка, и самец имеют полностью чёрное оперение. Радужка бледная. Клюв черный и как и у всех представителей рода Agelasticus длинный и тонкий. Хвост длинный и квадратный.
Наиболее похожие на него птицы — блестящий коровий трупиал и траурный чёрный кассик.

## Поведение
Живут в основном поодиночке или парами, редко встречаются стаями.

## Распространение
Обитает на востоке Перу и в Эквадоре на болотах.

## Название
Видовое название происходит от др.-греч. Xanthos — жёлтый и др.-греч. ophthalmos — глаз.